# Foky János
Nemes Foky János (fl. 1696–1729) (†1729), Vas vármegye alispánja 1724 és 1729 között, zalai és vasi földbirtokos, a keszői vár kuruc kapitánya, Károlyi Sándor bizalmas embere.

## Élete
A dunántúli római katolikus nemesi származású Foky családnak a sarja, amely Vas- és Zala vármegyében virágzott. Nagyapja Foky Imre (1570–1636), bécsi polgár, városi konzul, méz- és szilvakereskedő volt, aki 1623. november 18-án III. Ferdinánd magyar királytól nemességet és címeres levelet szerzett feleségével, Pitschin Katalinnal (1595–1656), és gyermekeivel, Foky Mihállyal, Imrével, Benedekkel, Jánossal, és lányaival Magdolnával, Ilonával együtt. Foky Imrének a címeres levele kiadása után született Foky Dániel (1626–1695) nevű fia, aki később, 1688 és 1691 között Bécs polgármestere lett. Foky Imre a Vas vármegyei Vép városából (ex oppido Weep) származott, és ekkor bécsi polgár és konzul volt (civis et consularis Civitatis nostrae Viennensis). A nemesség- és címeradományt 1624-ben Vas, Sopron, Zala és Veszprém vármegyékben hirdették ki.
A nemességet szerző egyik unokája, Foky János 1695-96-ban soproni szolgabíróként tevékenykedett. A fiatal Foky János gyalog ezredes kapitányként szolgált; 1702-ben a keszői vár tiszttartója, majd 1704-ben ugyanannak a várnak a kapitánya; A kuruc Foky János keszői vár kapitánya, Károlyi Sándor embere, 1704. március 25-én érkezett vissza a Rába folyó jobb partján lévő keszői várba, ahonnan levélben tájékoztatta Károlyi Sándort az általa ismert katonai fejleményekről. Foky János éppen a közeli páli templomban tartózkodott a misén, amikor a Sopron megyei szolgabíró Tótkeresztúrról, azaz mai nevén Magyarkeresztúrról érkezett kocsisától arról értesült, hogy a „lobonc” Kapuvárt készül elfoglalni. Maga a keszői várkapitány is bizonytalankodott az értesülés hitelességét illetően, ezért felderítőket küldött ki Kapuvárra, hogy megerősödjön, igaz-e a hír vagy sem. Mindazonáltal erről az értesüléséről tájékoztatta az ekkor már (vagy a későbbi fejleményeket figyelembe véve: még) Pápán tartózkodó Károlyi Sándort. A Kapuvár ostromáról szóló 1704. március 25-i hír azonban rövidesen koholmánynak bizonyult. Ugyanez a Foky János ugyanis, miután az általa felderítésre kiküldött két lovas visszaérkezett Kapuvárról a keszői várhoz, másnap, március 26-án már arról tájékoztatta Károlyit, hogy "„Tegnap irtam vala Nagyságodnak, némelly rosz emberek lármázására nízve: hogy az lobonc kapuvári kelőig jütt volna. De annak utánna mindgyárt elküldvén Kapuvára recognoscaltattni, értem bizonyossan, hogy ezen rosz hirben semmi sincsen, sőt az kelőkre mindenfelé megparancsoltam, hogy az hajdúság jó vigyázással legyen. Hanem azt irgya kapuvári tisztarto ur, hogy Luka Benedek uramat Lakompakon megszorétották volna az loboncok, de hogy az eö kegyelme katonáiban valami kár eset volna, még eddig azt nem írja. Ezeket akarám Nagyságodnak alázatossan tudtára adnom.” Hiába figyelmeztette azonban Foky János a hajdúkat azon kötelességükre, fokozottan őrizzék a várat, nehogy az a császáriak kezére kerüljön, a kurucok kapuvári vára, akárcsak az egész dunántúli kuruc hatalom néhány nap alatt semmivé foszlott. Károlyi Sándor ugyanis Pápán maradék csapatai fölött seregszemlét tartva keserűen tapasztalta, hogy a dunántúliak teljesen elhagyták őt, így néhány nap múlva kénytelen volt feladni a Dunántúlt, a „végzetes földet”, és Pápáról átköltözni a Duna bal partjára Dunaföldvárnál. 
A kuruc-labanc háborúk lezajlása után Foky János visszavonult a Vas vármegyei földbirtokain gazdálkodni; Zalában bagodi és kányavári földbirtokos lett. Foky János sógorával, ifjabb kisbarnaki Farkas Gáborral is hosszú ideig pereskedett földbirtokok ügyében: 1715-ben a Farkas Gábor és Foky János között folyt per végül lezárult. A pereskedés Kányavár, Bagod és ahhoz tartozó jószágok birtoklásáról szólt, amely végül törvényes úton egyezséggel végződött. 1717-re Foky János Bagod egy jelentős birtokrésznek a tulajdonosaként pereskedett; a kihalt bagodi Bagody családtól gyöngyösi Nagy Ferenc báró vásárolt egy nagy birtokrészt, majd a bárónak az egyik lányától váltotta ki bizonyos részét Foky János. 

Habár gyakran vett részt a Zala vármegye gyűlésén jómódú birtokosként, csak két évtizeddel a kuruc-labanc háborúk után visszatért a vármegye szolgálatába, azonban nem Zala megyében vállalt tisztséget: Vas vármegye alispánja volt 1724 és 1729 között.
1727. február 17-én Foky János egyik vejével, a Sümeghy család sarjával, Sümeghy Mihály zalai főjegyzővel együtt, besenyői és velikei Skublics Sándort (1695-1754) beperelte, aki két évvel korábban a Bagod melletti Csatfán birtokrészt vásárolt nemes Visy Istvántól, de a felpereseket (akik a szomszédai voltak) nem értesítette erről. Mivel ez a helyzet sértette az ország törvényeit, Sümeghy Mihály és Foky János igazságszolgáltatást követeltek a királyi ítélőtáblától.

## Házassága és leszármazottjai
Foky János feleségül vette az igen előkelő anyai ági felmenőkkel rendelkező Vas vármegyei nemesi származású kisbarnaki Farkas családból való kisbarnaki Farkas Judit (fl. 1687–1702) kisasszonyt, akinek a szülei kisbarnaki Farkas Gábor (fl. 1673), földbirtokos és rábahídvégi Horváth Anna (fl. 1705) voltak. Foky Jánosné Farkas Judit apai nagyanyja kisbarnaki Farkas Mihályné zicsi és zajki Zichy Dorottya (fl. 1624) úrnő, aki a zicsi Zichy család köznemesi ágából való volt; kisbarnaki Farkas Mihályné Zichy Dorottyának a szülei zicsi és zajki Zichy Mihály (fl. 1583–1641), Sopron vármegyei szolgabíró, 1635-től Vas vármegye alispánja, földbirtokos, és domölki Dömölky Katalin voltak. Foky János alispánné kisbarnaki Farkas Juditnak az ükszülei zicsi Zichy György (fl. 1548–1604), Moson és Vas vármegye alispánja, földbirtokos és asszonyfalvi Ostffy Anna (fl. 1527–1558) voltak; Zichy Györgyné Ostffy Anna szülei asszonyfalvi Ostffy Domokos (fl. 1549), földbirtokos, és szántói és széplaki Botka Veronika (fl. 1558) voltak, nagyszülei asszonyfalvi Ostffy Ferenc (fl. 1485–1520), Sopron vármegye főispánja, földbirtokos, és az alsólendvai Bánffy családból való alsólendvai Bánffy Petronella (fl. 1498–1523) voltak. Ostffy Ferencné alsólendvai Bánffy Petronella szülei alsólendvai Bánffy Miklós (fl. 1453–1501) ajtónállómester, nagybirtokos és a Piast-házból való herceg Sagani Margit (fl. 1500–1502) voltak. Foky Jánosnak a sógora felesége révén kisbarnaki Farkas Gábor (†1735) zalai főszolgabíró, balatonedericsi földbirtokos volt. Foky János és kisbarnaki Farkas Judit házasságából született:
- Foky László (1687–†Rábahídvég, 1762. február 7.), földbirtokos. Felesége: hertelendi Hertelendy Terézia. Foky László és Hertelendy Terézia unokája: báró Foky Zsigmond (1770–1823), ezredeskapitány, Katonai Mária Terézia-rend lovagja, földbirtokos.[15]
- Foky Ferenc, földbirtokos. Felesége: nemes Török másképp Eörsy Krisztina.
- Foky József, földbirtokos. Felesége: rákosi Boros Klára.
- Foky Zsigmond (Bágyog, 1696. szeptember 2.), földbirtokos. Felesége: pósfai Tulok Borbála
- Foky Benedek (Bágyog, 1697. október 27.–1753.) vasvári olvasókanonok, tatai apát.[16]
- Foky Judit (Bágyog, 1700. november 7.–†?). Férje: nemes Sümeghy Mihály (fl. 1716–1727), Zala vármegye főjegyzője, földbirtokos. Sümeghy Mihály és Foky Judit unokája: lovászi és szentmargitai Sümeghy József (1757–1832) Zala vármegye alispánja, királyi tanácsos, a zalai aulikusok egyik vezetője, földbirtokos.
- Foky Magdolna (Bágyog, 1702. július 22.–†?).

Az örökösök tulajdonában volt a később Bertha-kastély nevet viselő épület Rábahídvégen, amely először 1733-ban kerül említésre Bél Mátyás Vas vármegye leírása című könyvében.